# Adoretosoma ferreroi
Adoretosoma ferreroi är en skalbaggsart som beskrevs av Guido Sabatinelli 1997. Adoretosoma ferreroi ingår i släktet Adoretosoma och familjen Rutelidae. Inga underarter finns listade i Catalogue of Life.